# ノーメンクラトゥーラ
ノーメンクラトゥーラ（ロシア語: номенклату́ра）とは、ソビエト連邦における指導者選出のための人事制度を指す言葉。また転じて、共産党単独支配国家におけるエリート層・支配階級・特権的な党幹部や、それを構成する人々を指す言葉としても用いられた。後者の場合は「赤い貴族」、「ダーチャ族」とも呼ばれる。ノーメンクラツーラとも表記される。

## 語源
この語は本来、ラテン語: nomenclatura（名簿、命名法）から来ている。これは各級党機関が役職につける人物の任免のために用いた一覧表を指す言葉であったが、やがてその一覧表を用いた制度や、幹部に任命された人物やその縁者を指す言葉として用いられるようになった。

## 概要
ソビエト連邦は階級の存在しない社会であることが建前とされた。しかし実際の統治はソビエト連邦共産党による一党独裁制度であり、政治に携わる人物は全て党の任命と承認を受けた人物である必要があった。そのため党が役職と役職に就く候補者の名前を一覧表にして用意するシステムが行われた。
この仕組みはウラジーミル・レーニンの時代にすでに萌芽があり、ソビエト連邦共産党書記長ヨシフ・スターリンは重要人物を「товарищ картотеков」（同志キャビネット）としてリストアップしていた。スターリンはこのリストを役職配分に活用し、やがて公式な制度となった。当初は書記局の人事に用いられていたが、党機関だけでなく政府・社会団体・研究所・教育施設にも適用されるようになった。第二次世界大戦後に成立した東欧社会主義諸国でもこの制度は導入された。
この一覧表に掲載された人物は役職に就いていない候補者も含めて党の承認を受けた重要人物であり、別荘や年金などあらゆる面で厚遇された。また一覧表に掲載されるかどうかは上位者の承認が不可欠であり、派閥や縁故主義の温床となった。その総数は1970年代には75万人、家族を加えれば300万人となり、人口の1.2％を占めた。
この制度は、ソ連の反体制派の作家ミハイル・ヴォスレンスキーが1970年代に『ノーメンクラツーラ』を著わしたことで西側社会にも知られるようになった（下記の#関連書籍を参照）。ユーゴスラビアの元副大統領ミロヴァン・ジラスもノーメンクラトゥーラ層を「新しい階級」と呼んで批判した。
ゴルバチョフによるペレストロイカの開始以降、ソ連でも批判が開始され、1989年にノーメンクラトゥーラは制度として廃止された。しかし、ソ連解体後もノーメンクラトゥーラ層の一部は新生ロシアの政治家や新興財閥（オリガルヒ）となり、新たな階層を形成した。
経済思想史研究者の太田仁樹は、ノーメンクラトゥーラの支配するソ連は「法治主義」の欠如した、「人治国家」であったが、これはカール・マルクスの「無法・無国家共同体」思想の具体化したものであったと指摘する。